# Duncan White
Duncan White (1. marts 1918 i Ceylon – 3. juli 1998 i England) var en atlet fra Ceylon som deltog under Sommer-OL 1948 i London.
White vandt en sølvmedalje i atletik under Sommer-OL 1948 i London. Han kom på en andenplads i 400 meter hækkeløb efter Roy Cochran fra USA. Han blev dermed Sri Lankas første medaljevinder under OL. 
1. ↑  Navnet er anført på engelsk og stammer fra Wikidata hvor navnet endnu ikke findes på dansk.